# Гольцов Віталій Володимирович
Гольцов Віталій Володимирович (нар. 3 січня 1954) — український театральний режисер, публіцист, заслужений артист України (2002), лауреат літературно-мистецької премії ім. Михайла Коцюбинського (2007), лауреат Чернігівської літературної премії ім. Леоніда Глібова (2017), лауреат Міжнародної літературної премії ім. Миколи Гоголя «Тріумф» (2017), лауреат Міжнародної літературно-мистецької премії імені Лесі Українки (2021). Член НСТДУ. Член УЦ UNIMA.

## Життєпис
Народився в Берестечку 3 січня 1954 року в сім'ї освітян, по батьківській лінії вихідців з Литви. Має двох дочок — Олександру та Софію.
- 1976—1978 — входив до першого акторського складу, створеного у 1976 році, Чернігівського обласного театру ляльок.
- 1978 — поступив на акторський факультет кафедри театру ляльок Харківського інституту мистецтв ім. Котляревського.
- 1979 — поступив на режисерський факультет кафедри театру ляльок Харківського інституту мистецтв ім. Котляревського.
- 1984 — закінчив режисерський факультет кафедри театру ляльок Харківського інституту мистецтв ім. Котляревського (серед педагогів: художник, що працював з Лесем Курбасом, — Дмитро Власюк; Роман Черкашин — працював з Лесем Курбасом).
- 1984 — режисер Чернігівського обласного театру ляльок.
- 1988 — режисер, керівник лялькової трупи «Ельф» Чернігівського обласного театру для дітей та молоді.
- 1996 — головний режисер Чернігівського обласного театру ляльок ім. Олександра Довженка.
- 2001 — художній керівник Чернігівського обласного театру ляльок ім. Олександра Довженка
- 2018 — головний режисер Чернігівського обласного театру ляльок ім. Олександра Довженка

## Творчі здобутки
Ініціатор відновлення статусу театру ляльок в Чернігові в 1996 році.
Співзасновник фестивалю «Чернігівські лялькові рандеву».
Гість Оргкомітету Міжнародного фестиваля театрів ляльок у Бельсько-Бяла, Польща, 1992
Координатор з налагодження творчих стосунків і представлення українського лялькового мистецтва в Австрії, Болгарії, Польщі, РФ, ФРН.
Співорганізатор Міжнародного театрального проекту «Чернігівські та віденські лялькарі грають „Карусель казок“» — режисери С. Кульганек (Австрія), В. Гольцов (Україна), м. Відень.
Автор книги п'єс-казок «Вовченятко з казкової торби», лауреат Обласного літературного конкурсу «Краща книга року», 2005
Здійснив постановку понад 70 вистав у театрах ляльок Чернігова, Кропивницького, Кривого Рогу, Хмельницького.

## Режисерські роботи в театрі
Учбовий театр Кафедри театру ляльок ХДІМ ім. І. Котляревського
1982 — «Історія Діно Дінамі» (за мотивами твору Вл. Бахнова «Як згасло солнце, або Історія Тисячолітньої диктатури Огогондії» та віршами латиноамериканських поетів) — курсова робота

### Чернігівський обласний театр ляльок ім. Олександра Довженка
1983 — «Як Левеня і Черепаха співали пісню» Сергія Козлова
1984 — «Чарівна зернина» Нелі Шейко-Медведєвої
1985 — «Івасик-Телесик» Юхима Чеповецького
1985 — «38 Папуг» Григорія Остера
1985 — «Історія Діно Дінамі» (за мотивами твору Вл. Бахнова «Як згасло солнце, або Історія Тисячолітньої диктатури Огогондії» та віршами латиноамериканських поетів)
1986 — «Малюк і Карлсон, що живе на даху» Астрід Ліндгрен (п'єса Софії Прокоф'євої)
1986 — «Морозко» А.Шурінової
1987 — «Пурпурний кінь» Н.Осипової
1987 — «Автоказка» П.Висоцького, В.Ващаєва
1988 — «День народження кота Леопольда» А.Хайта
1988 — «Принцеса, що стрибає» Л.Дворського
1988 — «Слоненя» Г.Владичіної
1990 — «Капелюх Чарівника» Ю.Фрідмана (за Т.Янссон)
1990 — «Любов до одного апельсина» В.Синакевича
1990 — «Казки Чуковського» (за мотивами К.Чуковського)
1991 — «Казки старого Папуги» В.Гольцова (за «Принцесою на горошині» Г. Х. Андерсена)
1993 — «Поясни мені» Л.Повацая
1995 — «Ще раз про Телесика» С.Васильєва В.Гольцова
1997 — «Про Червону Шапочку» С.Кульганека
1997 — «Вовченятко з казкової торби» В.Гольцова
1997 — «Марійка та Ведмідь» В.Швембергера
1998 — «Трава бажань» Дж. Родарі, М.Сартареллі
1998 — «Не заходити! Йде репетиція» (вистава-капусник для дорослих)
1998 — "Дід Мороз в Африці, або Операція «Ялинка» В.Гольцова
1999 — «Зоряний скарб» М.Лозовського, В.Гольцова
2000 — «Про говірливого птаха, співаюче дерево та золоту воду» В.Гольцова (за мотивами австрійських казок)
2001 — «НАМ — 25!» — Театралізована програма до ювілею театру
2002 — «Нова казка, або Не сумуй, Принцесо» В.Гольцова
2002 — «Хлопчик Мотл» (за мотивами Шолом-Алейхема)
2003 — «Як Король мову шукав» В.Гольцова (за мотивами українських казок)
2004 — «Котик, Півник та Лисичка» О.Олеся
2004 — «Обережно — Червоний Півень» В.Гольцова
2005 — «Рукавичка» Н.Бучми
2006 — «Казка про Котигорошка» В.Гольцова
2007 — «Пригоди на Чарівних островах» («Мітлич і Бантик») І. та Я.Златопольських
2008 — «Казка-ланцюжок» Й.Рачека
2008 — «Сірничок-малючок» Г.Стефанова, В.Гольцова
2009 — «Пітт і Муф» (за мотивами «Сонячного промінчика» А. Попеску)
2010 — «І люди, і ляльки» — вистава-концерт
2010 — «Жадібне Ведмежатко» («Мишкові гулі») Ю.Чеповецького
2011 — «Бабусина пригода» О.Олеся
2011 — «Колобок» М.Вербицького, О.Кузьмина
2011 — «Зимові пригоди Крукоруків» В.Виходцевського
2012 — «Домовичок і Коза-добродійка» Н.Шейко-Медведєвої
2013 — «Івасик-Телесик» О.Олеся
2013 — «Казочка лісової галявинки» (за мотивами творів Н.Гернет)
2013 — «Казковий світ Михайла Коцюбинського» (за творами письменника «Хо» та «Ялинка»)
2013 — «Як подружитися з Чакалкою» І.Андрусяка
2014 — «Великий льох» Тараса Шевченка
2014 — «Зайчикові знахідки» І.Андрусяка
2014 — «Ілля Муромець» В.Топчія
2014 — «Ялинка і Чудисько» О.Ігнатенко
2015 — «Пустотливі казки» В.Гольцова (за мотивами творів Й.Лади)
2016 — «Гамлет-машина» Гайнера Мюллера (перша постановка цієї п'єси в Україні)
2016 — «Тигруня» В.Топчія
2016 — «Ювілей театру» — Театралізована програма
2017 — «Ангелик, що загубив зірку» Нелі Шейко-Медведєвої
Переможець номінації «Найкраща вистава для дітей» Першого Всеукраїнського театрального Фестиваля-Премії «ГРА» («GRA»)
2017 — «Ласий Ведмідь і Кракатунчик» В.Гольцова (за мотивами творів М.Ткача, С.Дзюби)
2018 — «Кошеня на ім'я Гав» (за мотивами Г.Остера)
2018 — «Лісове яблучко» Я. Паніної (співпостановниця Я. Паніна)
2019 — «Пустотливі казки» В. Гольцова (за мотивами творів Й.Лади) — поновлення
2019 — «Де було мале курчатко» В.Гольцова (за мотивами казки Т. Коломієць «Гарна хатка у курчатка»)
2019 — «Зимова космічна казка» В.Гольцова
2021 — «Ласий Ведмідь і Кракатунчик» В.Гольцова (за мотивами творів М.Ткача, С.Дзюби)
2021 — «Вертеп» (за мотивами Галаганівського вертепу ІІ частина)
2022 — «Вовк і семеро козенят» В.Гольцова (за мотивами української народної казки)
2022 — «Вертеп» (за мотивами Галаганівського вертепу І частина)
2024— «Пессі та Ілюзія» (за мотивами твору Ю. Кокко), співпостановник А. Шеремок (Лісовий) Переможець номінацій «Найкраща вистава для дітей молодшого шкільного віку», «Найкраща режисура», «Найкраща робота композитора(музика)», «Найкращий акторський дебют» Всеукраїнського фестиваля театрів ляльок «Прем'єри сезону» УНІМА-УКРАЇНА
2024— «Як Король мову відшукав» В.Гольцов, співпостановник А. Шеремок(Лісовий)
2025— «В гості до Сонечка» В.Гольцов (художній керівник проекту)

### Інші театри
«МоКі-театр» (Mobiles Kindertheater), Відень
1992 — «Карусель казок» С.Кульганека (співрежисура з С.Кульганеком) –спільна вистава чернігівських лялькарів з акторами «Мокі-театру»
Криворізький міський театр ляльок
1999 — «Вовченятко з казкової торби» В.Гольцова (Вища театральна нагорода Придніпров'я «Січеславна-2000»)
Театральна студія Гімназії гуманітарно-естетичного профілю № 31 м. Чернігова
1999 — «Ювілей» А.Чехова
2000 — Театралізована літературна композиція за творами О.Пушкіна
2000 — «Мина Мазайло» М.Куліша
Кіровоградський обласний академічний театр ляльок, м. Кропивницький
2008 — «Вовченятко з казкової торби» В.Гольцова (Диплом лауреата ІІ Всеукраїнського фестивалю театрів ляльок «Мереживо казкове» — м. Черкаси, 2012 р.)
Хмельницький академічний обласний театр ляльок
2011 — «Бабуся і Ведмідь» («Бабусина пригода» О.Олеся)

## Нагороди і премії
1987 — Диплом і премія Республіканського огляду робіт молодих режисерів [джерело не вказане 1883 дні]
2001 — Почесна відзнака Міністерства культури і мистецтв України «За багаторічну плідну працю в галузі культури»
2002 — Заслужений артист України
2007 — Медаль «За працю і звитягу»
2007 — Лауреат Чернігівської обласної літературно-мистецької премії ім. Михайла Коцюбинського
2017 — Лауреат Чернігівської літературної премії ім. Леоніда Глібова
2017 — Лауреат Міжнародної літературної премії ім. Миколи Гоголя «Тріумф»
2021 — Лауреат Міжнародної літературно-мистецької премії імені Лесі Українки

## Основні публікації В. Гольцова
Книги
- Гольцов В. В. Вовченятко з казкової торби [Текст]: п'єси-казки / В. В. Гольцов ; худож. О. Симоненко. — Чернігів: РВК «Деснянська правда», 2005. — 68 с.

В книгах
- «Гросмейстер мистецтва граючих ляльок», стаття в книзі: Л. П. Попов[ru]. «Віктор Андрійович Афанасьєв» — К.: ТОВ УВПК «Ексоб», 2009. — 342 с.
- «Цвіт папороті» антологія учасників Чернігівської літературної школи, переклад вірша Юрія Слесарєва «Далекий друже»  — Київ: Літературна агенція «Друге дихання», 2019. — 193 с.

В газетах
- «Про основне і важливе», День, 12 листопада 1996
- «Трагедія і безсмертя Олександра Довженка», Біла хата, 24 вересня 2004
- «Вічний урок», День, 12 лютого 2009
- «Без лукавства», День, 3 липня 2009
- «Закон честі», День, 5 вересня 2009
- «Криза театру чи театр кризи», День, 23 листопада 2012
- «Слово про зникаючий театр», День, 10 жовтня 2013
- «Європейські міфи і наша реальність», День, 21 листопада 2013
- «Без даху», День, 23 березня 2015
- «Що дасть театральна реформа і хто виживе?», День, 26 червня 2015
- «Театр. Несвяткові нотатки», День, 19 березня 2016
- «Роздуми напередодні ювілею чернігівських лялькарів», День, 19 листопада 2016
- «Чому буксує реформований театр?», День, 13 квітня 2018
- «Універсальний актор», День, 3 серпня 2018
- «Роль театру недооцінена», День, 10 жовтня 2019
- «Про бідного режисера  замовити слово», День, 21 грудня 2021
- «Звичайний рашизм», День, 13 квітня 2022

1. ↑  Ангелик, що загубив зірку [Архівовано 12 червня 2020 у Wayback Machine.] (Космічно-фантастична історія в стилі буф) // Чернігівський театр ляльок ім. Олександра Довженка
2. ↑  «Ангелик, який загубив зірку», шукав її у прифронтовій Попасній [Архівовано 14 листопада 2019 у Wayback Machine.]: на схід завітав ляльковий театр // 5 канал, 17.01.2019 22:46
3. ↑  Експерти про фіналіста: «Ангелик, що загубив зірку» [Архівовано 12 червня 2020 у Wayback Machine.] // НСТДУ
4. ↑  Названо переможців національного Фестивалю-Премії ГРА [Архівовано 12 червня 2020 у Wayback Machine.] // Культура — dt.ua, 1 грудня, 2018, 12:03 
 Список переможців Фестивалю-премії «GRA/ГРА». «За найкращу виставу для дітей» — «Ангелик, що загубив зірку» Чернігівського обласного театру ляльок імені Олександра Довженка
5. ↑  Moki — Kindertheater // kultur.net; MoKi — Mobiles Kindertheater
6. ↑  Новосілля на… папері [Архівовано 2 березня 2022 у Wayback Machine.] // Тетяна Поліщук, День, 15 листопада 2012
7. ↑  Плели «Мереживо казкове» у Черкасах // 21 Жовтня 2012
8. ↑   Постанова Колегії Міністерства культури і мистецтв України від 30 листопада 2001 року № 11/47-г (про постанову № 11/47-г є архівна довідка, див. скан справа)
9. ↑  Про відзначення державними нагородами України діячів театрального мистецтва [Архівовано 15 червня 2020 у Wayback Machine.] № 293/2002
10. ↑  Про відзначення державними нагородами України діячів театрального мистецтва [Архівовано 15 червня 2020 у Wayback Machine.] № 225/2007
11. ↑  Лауреати Чернігівської обласної премії ім Михайла Коцюбинського (1992—2011). Бібліографічний довідник / Ред. кол.: Ігор і Наталія Коцюбинські, Віктор Тканко та ін. — Чернігів: Чернігівська облдержадміністрація; гол. управління культури, туризму та охорони культ. спадщини; Чернігівський літ.-меморіальний музей М. Коцюбинського, 2011. —  стор. 81.
12. ↑  Лауреатам премії імені Леоніда Глібова вручили нагороди [Архівовано 29 жовтня 2021 у Wayback Machine.] за 2017 рік // Портал академії успіху «Земля і воля»
13. ↑  Список лауреатів премії імені Миколи Гоголя «Тріумф»#2017 рік: Художній керівник Чернігівського обласного театру ляльок імені Олександра Довженка, заслужений артист України Віталій Гольцов (м. Чернігів) — за створення дилогії вистав за творами Тараса Шевченка та Михайла Коцюбинського («Великий льох» Тараса Шевченка, «Казковий світ Михайла Коцюбинського» — за творами «Хо» та «Ялинка»); за створення самобутнього репертуару за українськими народними казками, популяризації його засобами театру ляльок (книжка п'єс «Вовченятко з казкової торби»; вистави за п'єсами: «Вовченятко з казкової торби», «Як король мову шукав» та «Казка про Котигорошка»)
14. ↑  Сергій Дзюба (29 березня 2017). Лауреати Міжнародної літературної премії імені Миколи Гоголя «Тріумф» за 2017 рік. Жінка-УКРАЇНКА. Архів оригіналу за 12 червня 2020.
15. ↑  Названо лауреатів Міжнародної літературно-мистецької премії імені Лесі Українки за 2021 рік [Архівовано 3 травня 2021 у Wayback Machine.] // Українська літературна газета, 05.02.2021.